# Acanthoscelides lobatus
Acanthoscelides lobatus is een keversoort uit de familie bladkevers (Chrysomelidae). De wetenschappelijke naam van de soort werd in 1910 gepubliceerd door Henry Clinton Fall.